# Juan Sebastián Quintero
Juan Sebastián Quintero Becaría (Bogotá, 23 de setembro de 1986) é um ator e apresentador colombiano que se tornou conhecido por toda América Latina pelo seu papel de Xavier Mooner em Isa TK+.

## Televisão
- "Isa TK+" (2009 - 2010) como "Javier Mooner"[1]
- "Muñoz Vale por Dos" (2008 - 2009) como "Benjamín"[2]
- "Mujeres Asesinas" (2008) como "Marcelo"
- "Súper Pá" (2008) como "Sebastián"
- "Taxi Libre" (2007) como "Caliche"
- "Tu voz estereo" (2007) como vários personagens
- "Zona Franca" (2006) como "Andrés"
- "Juego limpio" (2005 - 2006) como "Anthony Paniagua"
- "Mujer en el espejo" (2004 - 2005) como "Nelson"
- "Enigmas del más allá" (2004)
- "Francisco el Matemático (2003 - 2004) como "Cristian Useche"
- "Padres e hijos" (2003) como "Johnny"
- "Expendientes" (2002 - 2003) Actuación Especial